# Annick van Hardeveld
Annick Germaine Mathilde van Hardeveld (Amsterdam, 9 november 1923 – aldaar, 4 mei 1945) is waarschijnlijk de laatste koerierster die tijdens de Tweede Wereldoorlog werd doodgeschoten.
Van Hardeveld haalde in november 1943 haar EHBO-examen en werd opgeleid als Rode Kruisverpleegster. Zij was medisch analiste in het Wilhelmina Gasthuis en daarnaast was zij tijdens de oorlog koerierster van de verzetsgroep Max of Michiel III, onderdeel van de Binnenlandse Strijdkrachten. Voor hen vervoerde ze bonkaarten, valse papieren en wapens en soms bracht zij onderduikers naar een veilig adres.
Op 4 mei 1945 kreeg de 21-jarige verpleegster de opdracht naar Amsterdam-Noord te gaan om de leden van de verzetsgroep Max III te laten verzamelen in het Vossius Gymnasium. Daar had de groep hun basis en een geheime wapenopslag. De groep hoopte een rol te kunnen spelen bij de uiteindelijke bevrijding. In de nacht van 4 op 5 mei vertrok ze van haar ouderlijk huis aan Koninginneweg 11 in haar verpleegstersuniform om haar opdracht uit te voeren. Van Hardeveld werd op het Hekelveld doodgeschoten door leden van de Grüne Polizei die in een overvalwagen passeerden. Ze werd met militaire eer begraven in Buitenveldert.
In 1981 werd haar postuum het Verzetsherdenkingskruis verleend. Mede op initiatief van haar broer Yann Emile van Hardeveld werd op 4 mei 1985 ter nagedachtenis aan haar het Monument voor Annick van Hardeveld onthuld, ontworpen door Hans Bayens. Het staat op het Hekelveld, ter hoogte van de splitsing van de Nieuwezijds Voorburgwal en de Spuistraat. Sinds 1999 wordt op 4 mei de fietskoerierswedstrijd Annick van Hardeveld Memorial Alleycat gehouden en komen fietskoeriers hier bijeen om haar te gedenken.

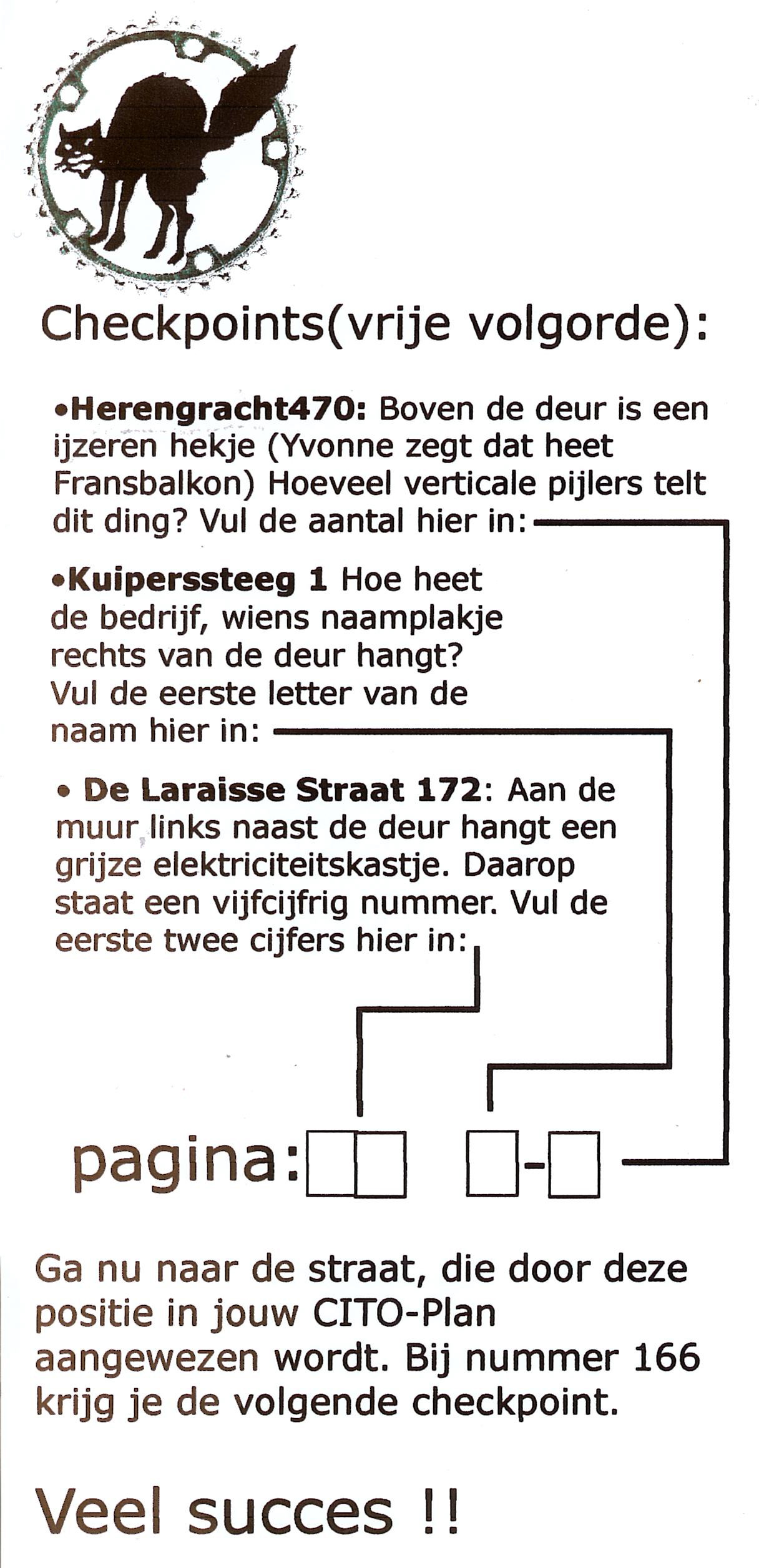
Folder van de eerste fietskoerierswedstrijd in 1999 ter nagedachtenis aan Van Hardeveld